# Labdia caroli
Labdia caroli is een nachtvlinder uit de familie Cosmopterigidae (prachtmotten). De lengte van de voorvleugel van de vlinder bedraagt van ongeveer 4 millimeter. De soort is alleen bekend uit het nationaal park Dachigam in Jammu en Kasjmir, India.
De soort is beschreven in een special van Zoologische Mededelingen, uitgegeven door Naturalis, die op 1 januari 2008 verscheen ter ere van het 250-jarig bestaan van de zoölogische nomenclatuur. Op 1 januari 1758 verscheen namelijk de tiende editie van Systema naturae van Carl Linnaeus. De soortaanduiding caroli verwijst ook naar Linnaeus.